# Asafoetida
Asafoetida er et krydderi fra planten Ferula Asafoetida. Det anvendes ofte i det centralasiatiske køkken, men bliver også brugt verden over. Det produceres i Iran, Afghanistan, Centralasien, det nordlige Sydasien og det nordvestlige Kina (Xinjiang).
Asafoetida har en skarp lugt, som afspejles i dens navn, hvilket giver den det almindelige navn "stinkende tyggegummi". Lugten forsvinder ved madlavning; i kogte retter giver den en jævn smag, der minder om porrer eller andre løgslægtninge. Dele af planten anvendes endvidere i helsekost og naturmedicin.